# Eruga atrata
Eruga atrata là một loài tò vò trong họ Ichneumonidae.